# دراغان زيكوفيتش
دراغان زيكوفيتش مواليد 27 مايو 1987 في بلغراد، جمهورية يوغوسلافيا الاشتراكية الاتحادية، هو لاعب كرة سلة مونتينيغري. بدأ مسيرته الاحترافية في سنة 2004. يحمل الرقم 27.

## المسيرة الاحترافية
لعب مع نادي ميغا لكرة السلة في موسم 2004–2005، ثم لعب مع نادي هالمان فيينا لكرة السلة في موسم 2006–2007، ثم لعب مع تريسكيرشن ليونز من سنة 2007 إلى 2010، ثم لعب مع نادي إف إم بي لكرة السلة في سنة 2010، ثم لعب مع سي إس يو بلويشت في موسم 2013–2014، ثم لعب مع كاربوش سوكولي في سنة 2016.

## روابط خارجية
- دراغان زيكوفيتش على موقع الاتحاد الدولي لكرة السلة (الإنجليزية)
- دراغان زيكوفيتش على موقع الدوري الأوروبي لكرة السلة (الإنجليزية)
- دراغان زيكوفيتش على موقع كرة السلة الأوروبية.كوم (الإنجليزية)
- دراغان زيكوفيتش على موقع ريلجم (الإنجليزية)
- دراغان زيكوفيتش على موقع بروبوليرز (الإنجليزية)
- دراغان زيكوفيتش على موقع سبورتس رفرنس (الإنجليزية)